# بريجيت لوندي باين
بريجيت لوندي باين (بالإنجليزية: Brigette Lundy-Paine)‏ ممثلة أمريكية، اشتهرت بدور كيسي في مسلسل غير اعتيادي والفيلم الدرامي قلعة الزجاج.

## روابط خارجية
- بريجيت لوندي باين على موقع IMDb (الإنجليزية)
- بريجيت لوندي باين على موقع ميتاكريتيك (الإنجليزية)
- بريجيت لوندي باين على موقع روتن توميتوز (الإنجليزية)
- بريجيت لوندي باين على موقع ألو سيني (الفرنسية)
- بريجيت لوندي باين على موقع ميوزك برينز (الإنجليزية)
- بريجيت لوندي باين على موقع قاعدة بيانات الفيلم (الإنجليزية)